# Bataille de Friedland, 14 juin 1807
La Bataille de Friedland, 14 juin 1807 est un tableau d'Horace Vernet, peint en 1836. Il s'agit de l'une des œuvres visibles dans la galerie des batailles, au château de Versailles, en France.

## Description
La Bataille de Friedland est une huile sur toile, de 4,65 m de haut sur 5,43 m de long. Elle représente une scène de la Bataille de Friedland, en 1807. Napoléon Ier ordonne à Nicolas Charles Oudinot de poursuivre les troupes russes.

## Localisation
L'œuvre est située à l'extrémité est de la galerie des batailles, dans le château de Versailles. Les toiles de la galerie étant disposées par ordre chronologique, il s'agit de l'une des dernières toiles, entre celles représentant la Bataille d'Iéna (1806) et la Bataille de Wagram (1809).

## Historique
En 1833, le roi Louis-Philippe, au pouvoir depuis 3 ans, décide de convertir le château de Versailles en musée historique de la France. La galerie des Batailles est inaugurée en 1837. 33 toiles monumentales y sont disposées, dépeignant des épisodes militaires de l'histoire de France.
La toile d'Horace Vernet est commandée, à la suite du Salon de 1835. Elle est  peinte en 1836 et mentionnée dans l’inventaire de 1850 de la galerie des Batailles (n°137).

## Artiste
Horace Vernet (1789-1863) est un peintre français.